# Steinheimer Mainbrücke
Die Steinheimer Mainbrücke ist eine aus drei parallel liegenden Brücken bestehende Querung des Mains bei Stromkilometer 56,370 in Hanau, die die Hanauer Innenstadt und den Stadtteil Hanau-Steinheim verbindet und sowohl dem Eisenbahn- als auch dem Straßenverkehr dient.

## Technische Ausstattung
Die Brücke besteht aus drei unmittelbar nebeneinander liegenden Bauwerken (von Ost nach West):
- Stahlfach-Straßenbrücke der Bundesstraßen 43 und 45, zweispurig mit beidseitigem Fahrrad- und Fußgängerweg;
- Stahlfachwerkbrücke der Frankfurt-Bebraer Eisenbahn (Abschnitt Frankfurt–Hanau), zweigleisig, 238 m lang[2];
- Stählerne Stabbogenbrücke für die Bahnstrecke Frankfurt Schlachthof–Hanau (S-Bahn), eingleisig.

Unmittelbar nordöstlich der Brücke mündet die B 43/B 45 in den Hafenplatz und die beiden Bahnstrecken in die Einfahrt des Hauptbahnhofs Hanau. Am südwestlichen Ende schloss sich früher der Bahnhof Steinheim (Main) an, heute ausschließlich noch ein Haltepunkt für die S-Bahn-Linien S8 und S9.

### S-Bahn-Brücke
Der eingleisige Brückenzug besteht am linken Mainufer aus einer Vorlandbrücke mit drei Feldern. Das Spannbetonbauwerk hat Stützweiten von 25,175 m, 25,175 m und 27,319 m. Der Main wird mit einer stählernen Stabbogenbrücke, die 160,2 m Stützweite und ein Stahlgewicht von 1450 t aufweist, frei überspannt. Die beidseitigen Bögen sind in ihrer Ebene 8° gegen die Vertikale geneigt und auf eine Länge von 62 m im Scheitel zu einem gemeinsamen Mittelstück vereinigt. Über sie werden die beiden 3,1 m hohen, ebenfalls geneigten und im Abstand von 7,1 m angeordneten Versteifungsträger, mit Hängern, die aus Rundstahlprofilen mit 100 mm Durchmesser bestehen, im Abstand von 10,68 m abgetragen. Der Bogenstich, gemessen im Bogenscheitel von Oberkante Versteifungsträger bis Mitte Bogen, beträgt 22,2 m.

## Geschichte
Die Straßenbrücke war 1873 die erste feste Querung des Mains im Bereich von Hanau, seit die römische Brücke, die etwas flussabwärts der Steinheimer Brücke, unterhalb des Vicus und Kastells Salisberg lag, ca. 1600 Jahre zuvor zerstört worden war.
Die Steinheimer Mainbrücke wurde erforderlich, als die im Bau befindliche Bebraer Bahn nach der Annexion Kurhessens durch das Königreich Preußen 1866 nicht in Hanau enden, sondern nach Frankfurt am Main weitergeführt werden sollte. Da die nordmainische Eisenbahntrasse bereits seit 1848 bestand und sich in privater Hand befand, blieb der Preußischen Staatseisenbahn nur die Variante, die eigene Trasse südmainisch über das Territorium des Großherzogtums Hessen zu führen. Dafür war eine Querung des Mains erforderlich. Gleichzeitig gewann man aber auch den Anschluss an die Industriestadt Offenbach am Main.
Der Standort der Brücke war durch verschiedene topografische Gegebenheiten bestimmt: Den Austritt der Bebraer Bahn aus dem Kinzigtal, die Kreuzung mit der Verlängerung der Frankfurt-Hanauer Eisenbahn nach Aschaffenburg und den südwestlich von Hanau gelegenen Mainbogen. Um eine Querung des Mains auf kürzestem Weg, also rechtwinklig, zu ermöglichen, waren an beiden Seiten der Brücken relativ enge, gegenläufige Kurven erforderlich. Bei den damals gefahrenen Geschwindigkeiten war das kein Problem, heute stellt dieser Streckenabschnitt eine permanente Langsamfahrstelle dar.
Als erstes wurde 1873 die Straßenbrücke fertiggestellt, die zunächst sowohl dem Straßen- als auch dem Eisenbahnverkehr diente. Letzterer wurde am 15. November 1873 aufgenommen. Ab dem 1. Dezember 1875 wurde der Eisenbahnverkehr dann über die eigene Brücke geführt. Zwischen dem 30. September 1909 bis 1933 fuhr auch die Linie 3 (Markt – Steinheim Obertor) der Hanauer Straßenbahn über die Brücke.
Im Zweiten Weltkrieg erhielt der Mainübergang an seinem südöstlichen Ende, am Steinheimer Mainufer, einen Flakturm. Im Frühjahr 1945 sprengten deutsche Truppen bei ihrem Rückzug die Brücken. Über eine Behelfskonstruktion konnte zunächst der Fußgängerverkehr 1945 wieder ermöglicht und der Eisenbahnverkehr am 2. August 1947 – zunächst eingleisig – wiederaufgenommen werden, bevor der endgültige Wiederaufbau erfolgte. Der Flakturm hatte das alles überstanden und diente nun als Heim für Pfadfinder.
Anfang der 1990er Jahre wurde die neue, westlich der bisherigen Brücken gelegene S-Bahn-Brücke errichtet, die 1995 in Betrieb ging. Dazu wurde auch der Flakturm abgerissen. Bei den Bauarbeiten kam im Uferbereich ein neolithischer Einbaum zutage. Der Brückenbogen wurde am Ufer montiert und dann – auf mit einem Ende auf einem Ponton schwimmend – in seine endgültige Position eingeschwenkt.